# عاتکه بنت زید
عاتکه بنت زید (به عربی: عاتكة بنت زید) عالم و شاعر مسلمان‌ بود. او صحابه محمد پیامبر اسلام بود. او شاعری بود که به دلیل ازدواج با مردان مسلمانی که به عنوان شهید از دنیا رفتند، مشهور است. او همچنين به فصاحت و بلاغت معروف بود.

## اوایل زندگی
او دختر زید بن عمر از قبیله بنو عدی قریش در مکه و ام کرز صفیه بنت حضرمی بود. برادر او سعید بن زید در لیست اعضای عشره مبشره قرار دارد. پدر آن‌ها در سال ۶۰۵ درگذشت.

## درگذشت
وی در سال ۶۷۲ در زمان حکومت معاویة بن ابی‌سفیان درگذشت.